# Mustafa Lutfi al-Manfaluti

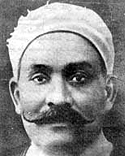
Mustafa Lutfi al-Manfaluti

Mustafa Lutfi al-Manfaluti (* 30. Dezember 1876 in Manfalut; † 25. Juli 1924 in Kairo) (arabisch مصطفى لطفي المنفلوطي) – andere Namensschreibungen: Mostafa Lotfi El-Manfalouti, Mustafa Lutfi al Manfaluti – war ein bedeutender ägyptischer Dichter und von der französischen Romantik beeinflusster Autor zahlreicher Romane und Novellen sowie von gegen soziales Unrecht gewandten Essays.

## Leben
Mustafa Lutfi al-Manfaluti wurde am 30. Dezember 1876 im oberägyptischen Manfalut als Sohn eines arabischen Vaters und einer türkischen Mutter geboren. Seine Familie leitete ihre Abstammung her von Hussein ben Ali, dem Enkel des islamischen Propheten Mohammed. Der Familientradition folgend, empfing Mustafa Lutfi eine streng religiöse Erziehung in der Koranschule des ägyptischen Scheichs Jala Ad-din al-Assiouti und wurde später selbst als Scheich respektiert. Während seiner Studienzeit an der islamischen wissenschaftlichen Al-Azhar-Universität (جامعة الأزهر / ǧāmiʿat al-Azhar) in Kairo verfasste er kritische Gedichte gegen die in Ägypten herrschenden Obrigkeiten, das heißt sowohl gegen den Khedive (türkischer Vizekönig) Abbas II. (1874–1944) als auch gegen die formell von 1882 bis 1922, doch faktisch dann noch als Protektorat bis in die 1950er Jahre andauernde britische Besatzungsmacht, was ihm eine Studienunterbrechung von sechs Monaten im Gefängnis einbrachte. Von 1913 bis 1921 war er Sekretär der Gesetzgebenden Versammlung Ägyptens. 
Mustafa Lutfi al-Manfaluti gehört mit seinen literarischen Werken zu den großen ägyptischen Dichtern des zwanzigsten Jahrhunderts und gilt zudem als einer der bedeutendsten arabischen Übersetzer besonders der französischen Literatur seiner Zeit. Zu nennen sind beispielsweise die in höchst poetischem Stil übertragenen Werke wie der Roman Sous les Tilleuls von Alphonse Karr (unter dem Titel Magdulin, 1912) und das Stück Cyrano de Bergerac von Edmond Rostand (als Roman adaptiert unter dem Titel al-Shä'ir, 1921). Obwohl er die französische Sprache selbst kaum beherrschte und sich der Mitarbeit anderer Sprachkundiger bedienen musste (darunter die Autoren Muhammad Fu'ad Kamal, Hasan al-Sharif, Muhammad 'abdel-Salam al-Jindi und 'Othman Jalal), ist es zweifellos ein Hauptverdienst des Literaten Mustafa Lutfi, wesentlich zur Popularisierung und Akzeptanz der Literaturgattung Roman in der arabischen Welt beigetragen zu haben. Seine sentimentale Ausmalung unglücklicher Frauenschicksale sollte vor allem der Warnung vor verderblichen Folgen wie Spiel- und Trunksucht, freie Liebe und Selbstmord dienen, die al-Manfalutis Landsleuten mit der Übernahme westlicher Traditionen zu drohen schienen. Seine literarischen Werke wirkten befruchtend auf die künstlerische Entwicklung beispielsweise der Sängerin Umm Kulthum (1904[?]–1975) und des Dichters Salah Abd as-Sabur (1931–1981).

## Werke
- Mukhtarate al-Manfaluti (1912 arabisch مختارات المنفلوطي / Ausgewählte Werke von al-Manfaluti).
- An-Nadharate arabisch النظرات / 3 Bände gesammelter Essays (1910, 1912 und 1921).
- As-Shaîr arabisch الشاعر (= Der Dichter), nach dem Theaterstück Cyrano de Bergerac von Edmond Rostand.
- Majdouline arabisch ماجدولين, Roman nach Alphonse Karr.
- Fi Sabili at-Taj arabisch في سبيل التاج Roman nach einem Theaterstück von François Coppée.